# Population (statistik)
Population är inom statistik den fullständiga samlingen av enheter från vilka data insamlas.  Exempel på populationer är människor, djur och föremål. För att dra generella slutsatser, s.k. statistiska inferenser, om populationer tas ofta urval, som är menat att vara representativt för populationen.  Slutsatserna som dras från urvalet kan t.ex. handla om skattning av parametrar.